# Senecio angulatus
 Senecio angulatus  L.f., 1782 è una specie di pianta angiosperma dicotiledone della famiglia delle Asteraceae (sottofamiglia Asteroideae).

## Etimologia
Il nome generico (Senecio) deriva dal latino senex che significa “vecchio uomo” e fa riferimento al ciuffo di peli bianchi (pappo) che sormonta gli acheni, che ricorda la chioma di un vecchio. L'epiteto specifico (angulatus) deriva dal latino e indica una forma con lobi angolati.
Il nome scientifico della specie è stato definito dal botanico Carl Linnaeus (1741-1783) nella pubblicazione " Supplementum Plantarum Systematis Vegetabilium Editionis Decimae Tertiae, Generum Plantarum Editiones Sextae, et Specierum Plantarum Editionis Secundae. Editum a Carolo a Linné. Brunsvigae [Braunschweig]" (Suppl. Pl. 369) del 1782.

## Descrizione

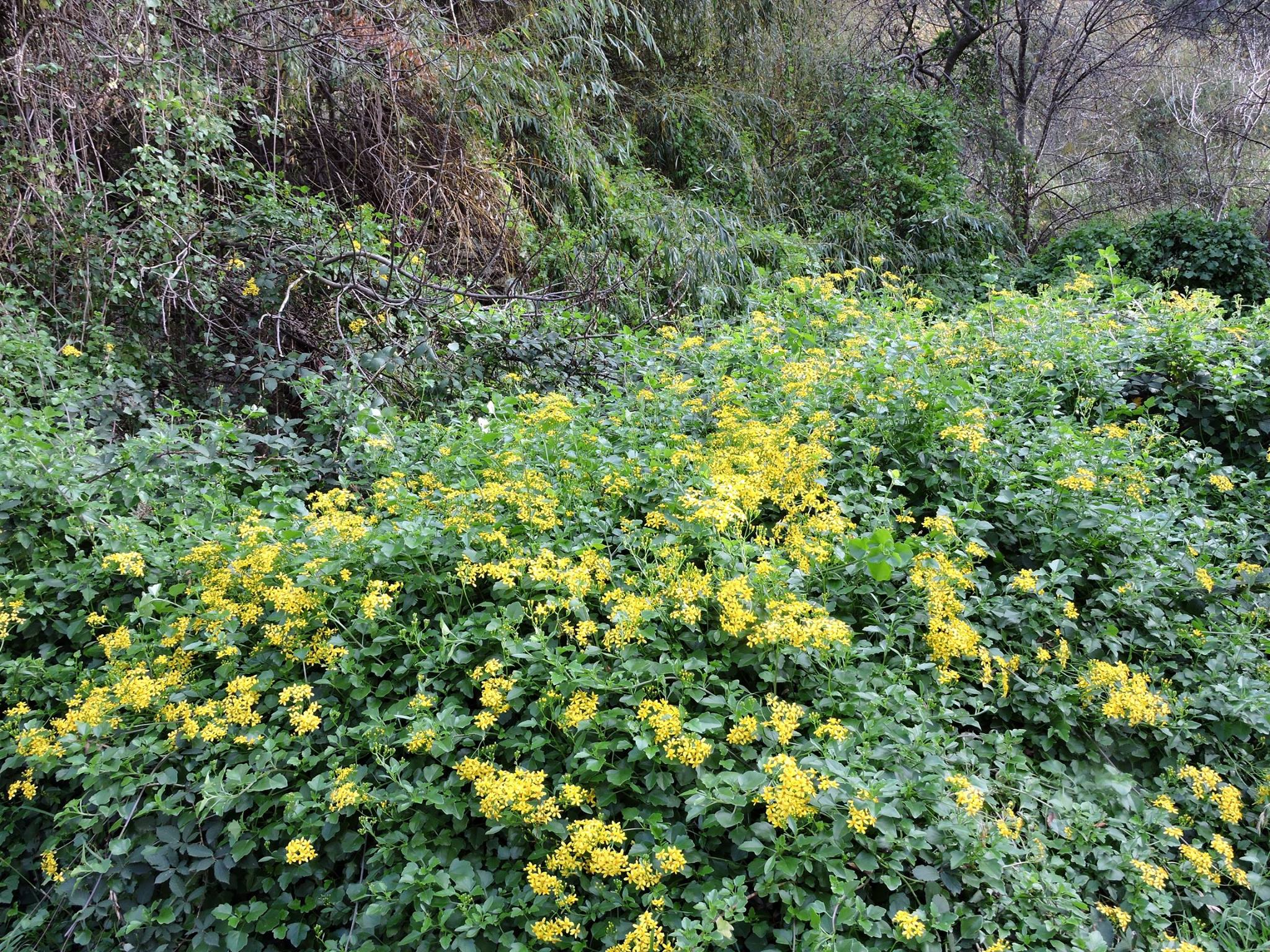
Il portamento

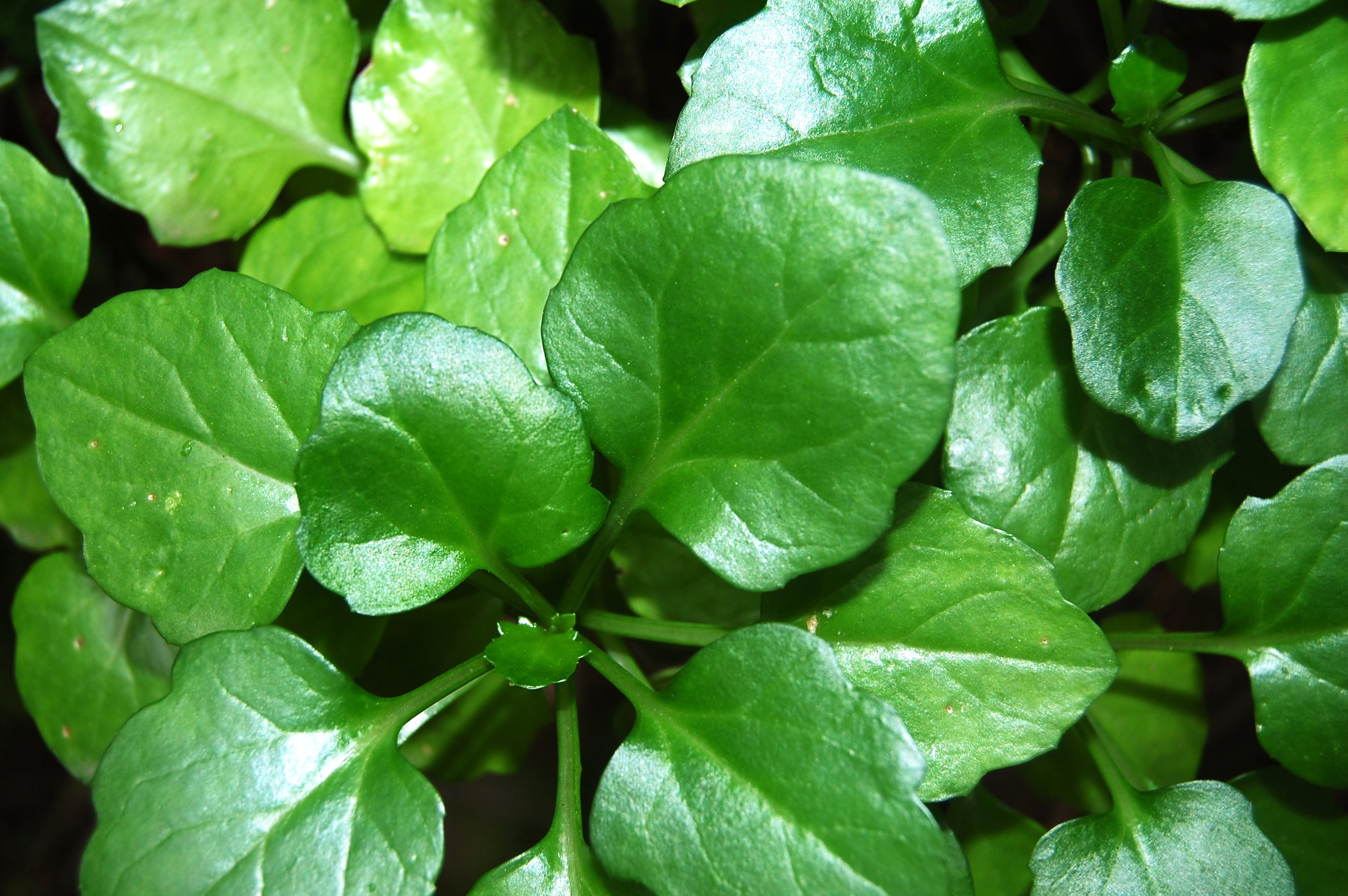
Le foglie

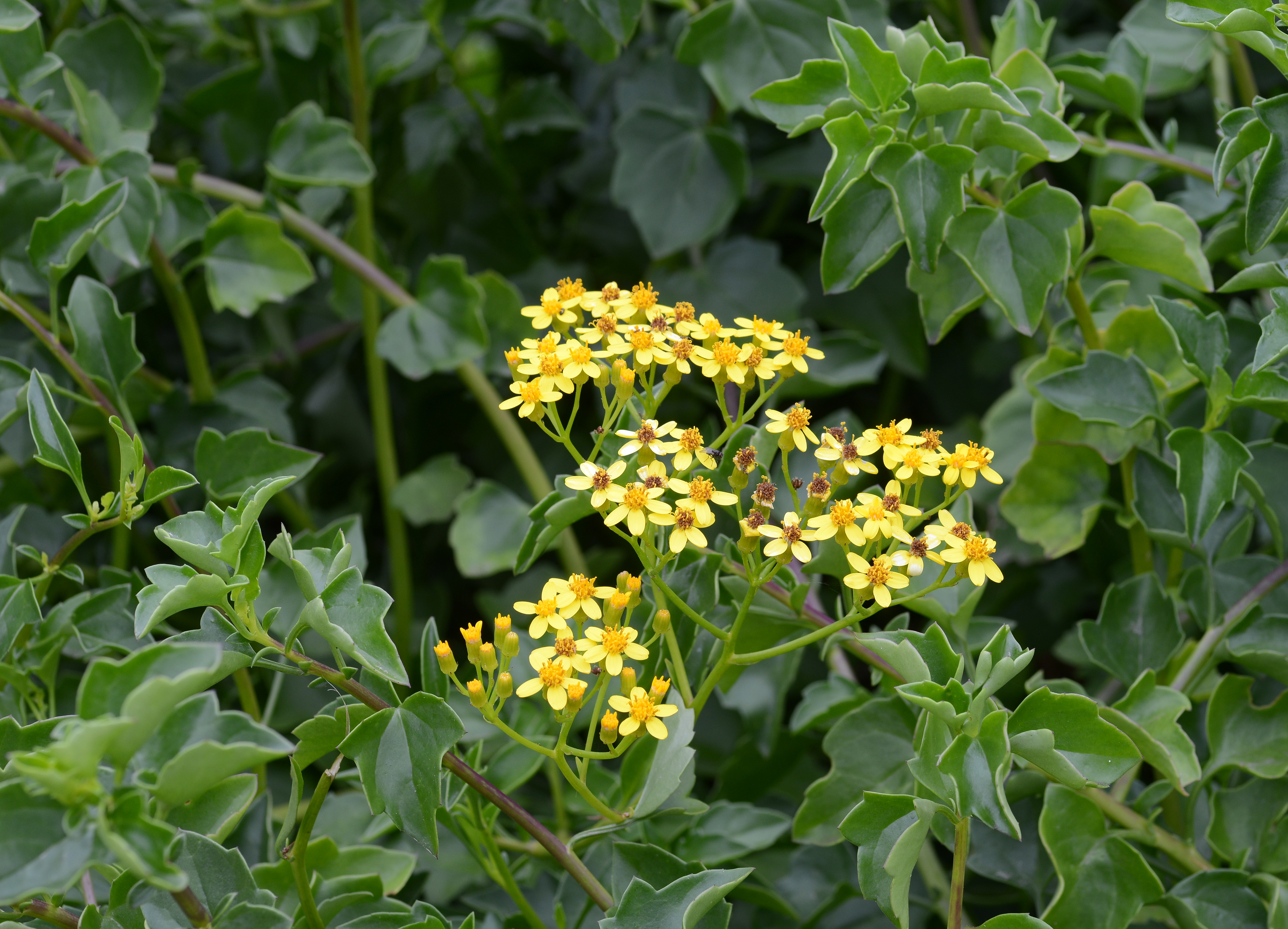
Infiorescenza

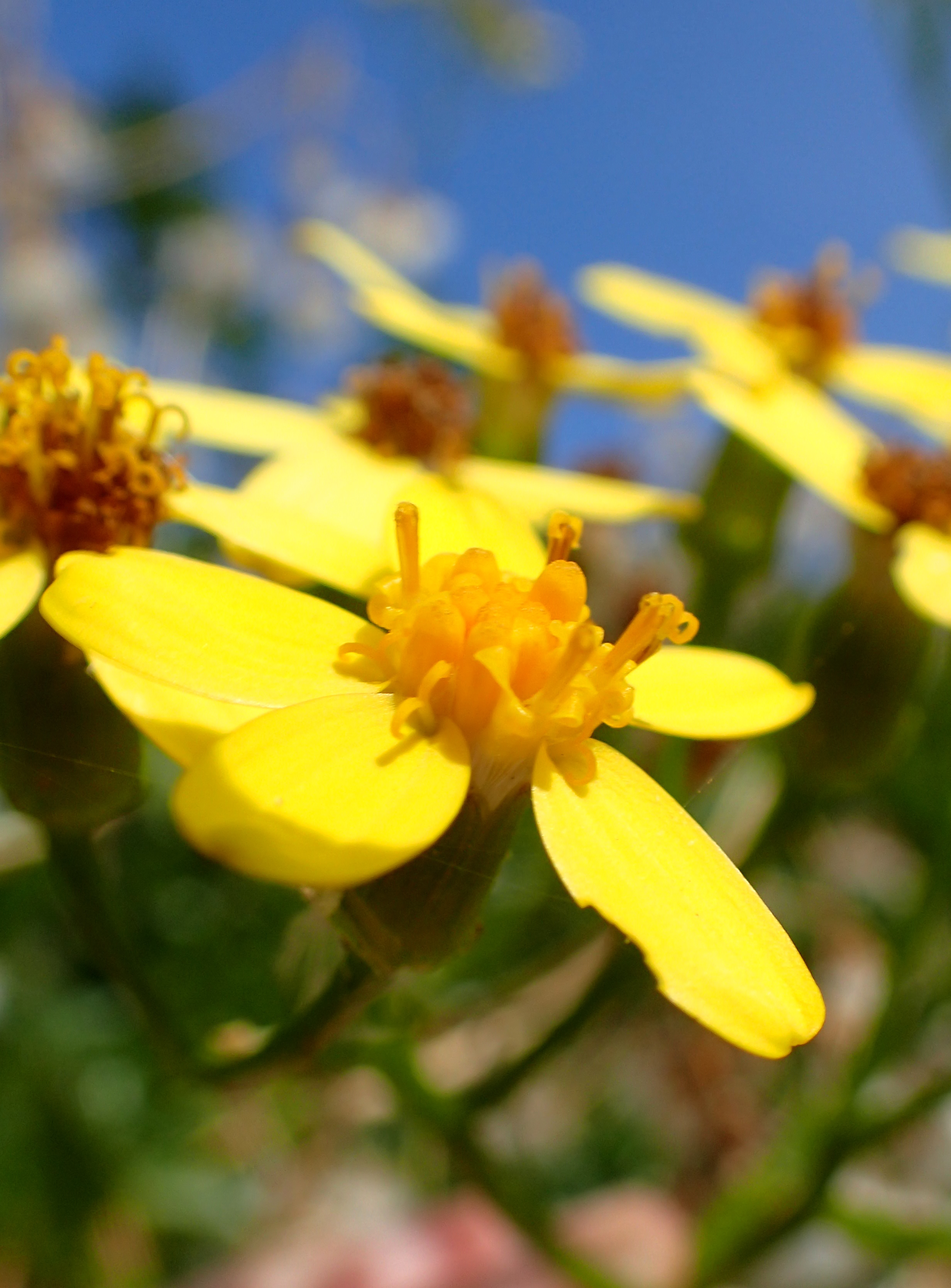
I fiori

Habitus. Le piante di questa specie hanno un habitus di tipo arbustivo. La forma biologica in particolare è camefita fruticosa (Ch frut), sono piante perenni e legnose (hanno un aspetto arbustivo), con gemme svernanti poste ad un'altezza dal suolo. La superficie generalmente è glabra. Altezza media: 3 - 6 dm.
Radici. Le radici in genere sono secondarie da rizoma e possono essere fibrose.
Fusto. La parte aerea è rampicante-lianosa con fusti legnosi; semplice o ramosa.
Foglie. Le foglie, sempreverdi e glauche, sono cauline disposte in modo alternato. Sono picciolate o sessili (quelle superiori). La forma della lamina è intera da ovata a lanceolata con apici angolosi. I margini sono continui ma crenati. La venatura delle foglie è palmata. Dimensione delle foglie: 2,5 - 3 x 3 – 5 cm.
Infiorescenza. Le sinflorescenze sono composte da più capolini organizzati in formazioni corimbose o panicolate. Le infiorescenze vere e proprie sono formate da un capolino terminale peduncolato di tipo radiato. Alla base dell'involucro (la struttura principale del capolino) può essere presente un calice formato da alcune brattee (da 3 a 7) supplementari fogliacee. I capolini sono formati da un involucro, con forme cilindriche, composto da diverse brattee, al cui interno un ricettacolo fa da base ai fiori di due tipi: quelli esterni del raggio e quelli più interni del disco. Le brattee sono disposte in modo embricato di solito su una o due serie e possono essere connate alla base. Il ricettacolo è nudo (senza pagliette a protezione della base dei fiori); la forma è piatta e spesso è denticolato. Diametro dei capolini: 10 – 25 cm.
Fiori. I fiori (fiori esterni ligulati: 4 - 5) sono tetra-ciclici (formati cioè da 4 verticilli: calice – corolla – androceo – gineceo) e pentameri (calice e corolla formati da 5 elementi). Sono inoltre ermafroditi, più precisamente i fiori del raggio (quelli ligulati e zigomorfi) sono femminili; mentre quelli del disco centrale (tubulosi e actinomorfi) sono bisessuali o a volte funzionalmente maschili.
- Formula fiorale:

*/x K {\displaystyle \infty }, [C (5), A (5)], G 2 (infero), achenio
- Calice: i sepali del calice sono ridotti ad una coroncina di squame.
- Corolla: nella parte inferiore i petali della corolla sono saldati insieme e formano un tubo. In particolare le corolle dei fiori del disco centrale (tubulosi) terminano con delle fauci dilatate a raggiera con cinque lobi. Nella corolla dei fiori periferici (ligulati) il tubo si trasforma in un prolungamento ligulato, terminante più o meno con cinque dentelli. Il colore delle corolle di norma è giallo.
- Androceo: gli stami sono 5 con dei filamenti liberi. La parte basale del collare dei filamenti può essere dilatata. Le antere invece sono saldate fra di loro e formano un manicotto che circonda lo stilo. Le antere normalmente sono senza coda ("ecaudate"). La struttura delle antere è di tipo tetrasporangiato, raramente sono bisporangiate. Il tessuto endoteciale è radiale o polarizzato. Il polline è tricolporato (tipo "helianthoid").[13]
- Gineceo: lo stilo è biforcato con due stigmi nella parte apicale. Gli stigmi sono troncati; possono avere un ciuffo di peli radicali o in posizione centrale; possono inoltre essere ricoperti da minute papille; altre volte i peli sono di tipo penicillato. Le superfici stigmatiche sono due e separate. L'ovario è infero uniloculare formato da 2 carpelli.
- Antesi: da agosto ad ottobre.

Frutti. I frutti sono degli acheni con pappo. La forma degli acheni è più o meno affusolata. La superficie è percorsa da alcune coste longitudinali con ispessimenti marginali, e può essere glabra o talvolta pubescente. Non sempre il carpoforo è distinguibile. Il pappo, persistente o caduco, è formato da numerose setole snelle e bianche (lisce o barbate); le setole possono inoltre essere connate alla base.

## Biologia
Impollinazione: l'impollinazione avviene tramite insetti (impollinazione entomogama tramite farfalle diurne e notturne).

Riproduzione: la fecondazione avviene fondamentalmente tramite l'impollinazione dei fiori (vedi sopra).

Dispersione: i semi (gli acheni) cadendo a terra sono successivamente dispersi soprattutto da insetti tipo formiche (disseminazione mirmecoria). In questo tipo di piante avviene anche un altro tipo di dispersione: zoocoria. Infatti gli uncini delle brattee dell'involucro (se presenti) si agganciano ai peli degli animali di passaggio disperdendo così anche su lunghe distanze i semi della pianta. Inoltre per merito del pappo il vento può trasportare i semi anche a distanza di alcuni chilometri (disseminazione anemocora).

## Distribuzione e habitat
Geoelemento: il tipo corologico (area di origine) è Sud Africano.

Distribuzione: è una specie originaria del Sudafrica che è stata introdotta in molti paesi come pianta ornamentale e, grazie alle sue capacità di adattamento, spesso si è naturalizzata. In Italia è segnalata allo stato selvatico sulle Alpi Marittime.

Habitat: l'habitat preferito per queste piante sono gli ambienti antropizzati, le aree agricole e gli incolti (è una specie invasiva).

## Tassonomia
La famiglia di appartenenza di questa voce (Asteraceae o Compositae, nomen conservandum) probabilmente originaria del Sud America, è la più numerosa del mondo vegetale, comprende oltre 23.000 specie distribuite su 1.535 generi, oppure 22.750 specie e 1.530 generi secondo altre fonti (una delle checklist più aggiornata elenca fino a 1.679 generi). La famiglia attualmente (2021) è divisa in 16 sottofamiglie; la sottofamiglia Asteroideae è una di queste e rappresenta l'evoluzione più recente di tutta la famiglia.

### Filogenesi
Il genere di questa voce appartiene alla sottotribù Senecioninae della tribù Senecioneae (una delle 21 tribù della sottofamiglia Asteroideae). La struttura della sottotribù è molto complessa e articolata (è la più numerosa della tribù con oltre 1.200 specie distribuite su un centinaio di generi) e al suo interno sono raccolti molti sottogruppi caratteristici le cui analisi sono ancora da completare. Il genere di questa voce è il principale della sottotribù con quasi 1500 specie. Nell'ambito della filogenesi delle Senecioninae Senecio è polifiletico e molti sue specie sono attualmente "sparse" tra gli oltre 100 generi della sottotribù. Senecio s.str. è posizionato più o meno alla base della sottotribù (è uno dei primi generi che si sono separati).
La specie  Senecio angulatus è individuata dai seguenti caratteri specifici:
- il portamento è rampicante con superfici glabre;
- la venatura delle foglie è palmata;
- gli involucri hanno 3 - 7 brattee supplementari;
- diametro dei capolini: 10 - 25 mm;
- nei fiori sono presenti 4 - 5 ligule.

Il numero cromosomico della specie è 2n = 180.

### Sinonimi
Sono elencati alcuni sinonimi per questa entità:
- Cineraria laevis A.Spreng., 1828
- Senecio canalipes  E.Mey., 1843
- Senecio macropodus  DC., 1838
- Senecio tredecimsquamosus  Sch.Bip., 1844